# Crossroads Pipeline
Crossroads Pipeline — трубопровід, споруджений для постачання природного газу через Індіану до штату Огайо.
У другій половині 1990-х років проклали трубопровід широтного спрямування від Schererville в Індіані (поблизу південно-східного узбережжя озера Мічиган) до Cygnet в Огайо. Ресурс до нього постачався з півдня США через потужну систему Natural Gas Pipeline Company of America. У кінцевій же точці маршруту блакитне паливо передавалось до газопроводів Columbia Gas Transmission та North Coast Pipeline. Довжина Crossroads Pipeline становила 201 милю, діаметр труб 500 мм, пропускна здатність газопроводу — біля 3 млрд м3 на рік.
На початку 2000-х років у Wheeler (штат Індіана) спорудили інтерконектор для отримання газу з системи Vector Pipeline, яка транспортує ресурс від хабу Joliet поблизу Чикаго.
В межах «сланцевої революції», що розпочалась у 2000-х роках в США, провадиться активна розробка формацій Утіка та Марцеллус в Аппалачах, що зменшило потреби в надходженні природного газу до східних штатів. Більше того, звідси розпочались поставки вуглеводнів, наприклад, через переведену у реверсний режим східну ділянку газопроводу Rockies Express. Що стосується Crossroads Pipeline, то його також планується переорієнтувати для роботи у напрямку схід — захід, проте при цьому він буде модифікований для транспортування зріджених вуглеводневих газів.